# Vladislav Pavlovič
Vladislav Pavlovič (25. říjen 1924, Bratislava, Československo – 31. říjen 1973, Bratislava) byl slovenský režisér, scenárista a herec.

## Životopis
V roce 1943 absolvoval biskupské gymnázium v Trnavě. Jako student Právnické fakulty Univerzity Komenského v Bratislavě byl jedním ze spoluzakladatelů bratislavského divadelního kroužku Akademické divadlo, které v roce 1944 přeneslo svou činnost do Trnavy. V letech 1944–1945 v něm vytvořil množství divadelních postav (Tanec nad pláčem od Petra zvonů, Mollièrově Dandine, Čapková Matku.. .). Vladislav Pavlovič přerušil studium na Právnické fakultě a nastoupil jako herec do činohry Slovenského národního divadla (SND) v Bratislavě. V letech 1947–1951 studoval na Filozofické fakultě Univerzity Komenského a na Státním Konzervatoři v Bratislavě. Vojenskou prezenční službu absolvoval jako rozmnožovač hudebních materiálů, recitátor a konferenciér ve Vojenském uměleckém souboru Jána Nálepky v Bratislavě (1952–1954). Od roku 1954 pracoval jako režisér dokumentárních filmů a v roce 1958 přešel k hranému filmu. Zemřel tragicky v roce 1973 během natáčení filmu Trofej neznámého střelce, spáchal sebevraždu.

## Charakteristika tvorby
V celém jeho tvůrčím životě dominovala druhá studijní alternativa. Vladislav Pavlovič se setkával s Trnavská vrstevníky a přáteli, kterými byly například šéfredaktor Krásy Slovenska Tibor Sásik, redaktor satirického časopisu Roháč Laco Szalay, dramaturg scenárista a režisér Dušan Kodaj. Jeho přátelé obdivovali Pavlovic krásný zvonivý hlas a jeho již dobře vytříbený herecký projev. Vladislava angažovali za eléva činohry Slovenského národního divadla v sezóně 1946. Zde se projevil jako ambiciózní herec v pohádkové komedii Na posiedkach s čertem a v nastudování Sládkovičově Mariny. Pavlovičová ambice však směřovaly dále. K divadelní režii, kde vytvořil několik zajímavých inscenací, a později i k filmové režii.

## Tvorba

### Divadlo
S hereckou prací se začal seznamovat jako středoškolák v Akademickém divadle v Trnavě (postava Boludnického v Stodolová Marinu Havranová, Tonka v Čapkově Matce...). V SND účinkoval v divadelních představeních Inspektor se vrací (J. B. Priestley, 1949), Bitva u Rozhanovcích (J. Záborský, 1950) a jiné. V národním divadle se vedle herecké práci věnoval i studiu režie. Jako asistent režie spolupracoval s Josefem Budským a s Ivanem Lichard, samostatně režíroval hry Odkaz živým (J. Fučík, 1951) a Bankrot (A. N. Ostrovskij, 1952).

### Film
Od roku 1954 pracoval jako režisér dokumentárních filmů ve Studiu krátkých filmů. Jako pomocný režisér spolupracoval s V. Kubenka na medailonu Ve službách divadla o Janu Borodáče. Samostatně režíroval filmy Národní galerie, Karol Ľudovít Libay a Grafik Vincent Hložník. V roce 1958 ho přizvali do hraného filmu na Kolibu. Jako pomocný režisér spolupracoval s Václavem Kubaský Mladé srdce (1952), Frigyes BANEM Deštník svatého Petra (1958) a Jiřím Krejčík Půlnoční mše (1962). Vladimír Pavlovič tvrdí, že možnost spolupráce mu dala prostor nahlédnout do problémů hraného filmu. Sám zrežíroval stredometrážne filmy Prvák, Příběh Ondřeje Gregora, Dobrodružství se spravedlností pro televizi, podle povídky Petra Karvaša. V roce 1961 zrežíroval svůj první celovečerní film Most na tu stranu, později Senzi máma (1961), Křišťál z Istanbulu (1966), Ring volný ( 1966) a již zmíněný poslední film Trofej neznámého střelce (1974) během kterého Vladislav Pavlovič zahynul a dílo po jeho smrti dokončil kameraman Vincent Rosinec. Jako herec si zahrál ve filmu Paľa Bielika Přehrada.

## Filmografie

### Dokumentární tvorba
- 1955: Ve službách divadla
- 1956: Karol Ľudovít Libay
- 1956: Slovenská národní galerie ''
- 1957: Grafik Vincent Hložník

### Hraná tvorba

#### Středometrážní filmy
- 1959: Prvák
- 1960: Příběh Ondřeje Gregora
- 1963: Dobrodružství se spravedlností - získal Cenu poroty Karlovarský porcelán (závod lesů) - 4 dny krátkého filmu v Karlových Varech, 1963.
- 1966: Křišťál z Istanbulu
- 1970: Ring volný - získal Cenu za nejlepší kameru pro Vincenta Rosinca, Cena za nejlepší mužský herecký výkon pro Milana Kněžka a Zvláštní uznání poroty Intervízie v kategorii dobrodružných programů - 7. mezinárodní televizní festival v Praze, 1970.

#### Celovečerní filmy
- 1961: Most na tu stranu
- 1964: Senzi máma
- 1974: Trofej neznámého střelce - Diplom ústředního výboru Socialistického svazu mladých (ÚV SSM); Zvláštní cena na 25. filmovém festivalu pracujících, červen 1974.